# Neuropilin 1
Neuropilin-1 je protein koji je kod ljudi kodiran NRP1 genom. On je jedan od dva ljudska neuropilina.
NRP1 je za membranu vezan koreceptor receptora tirozinske kinaze za vaskularni endotelni faktor rasta (VEGF; MIM 192240) i članove familije semaforina (SEMA3A; MIM 603961). NRP1 ima više uloga u angiogenezi, navođenju aksona, ćelijskom opstanku, migraciji, i invaziji.

## Interakcije
Neuropilin 1 formira interakcije sa vaskularnim endotelnim faktorom rasta A.

## Literatura
- Zachary I, Gliki G (2001). „Signaling transduction mechanisms mediating biological actions of the vascular endothelial growth factor family.”. Cardiovasc. Res. 49 (3): 568—81. PMID 11166270. doi:10.1016/S0008-6363(00)00268-6.
- He Z, Tessier-Lavigne M (1997). „Neuropilin is a receptor for the axonal chemorepellent Semaphorin III.”. Cell. 90 (4): 739—51. PMID 9288753. doi:10.1016/S0092-8674(00)80534-6.
- Giger RJ; Urquhart ER; Gillespie SK;  . (1999). „Neuropilin-2 is a receptor for semaphorin IV: insight into the structural basis of receptor function and specificity.”. Neuron. 21 (5): 1079—92. PMID 9856463. doi:10.1016/S0896-6273(00)80625-X.
- Chen H, He Z, Bagri A, Tessier-Lavigne M (1999). „Semaphorin-neuropilin interactions underlying sympathetic axon responses to class III semaphorins.”. Neuron. 21 (6): 1283—90. PMID 9883722. doi:10.1016/S0896-6273(00)80648-0.
- Takahashi T; Nakamura F; Jin Z;  . (1999). „Semaphorins A and E act as antagonists of neuropilin-1 and agonists of neuropilin-2 receptors.”. Nat. Neurosci. 1 (6): 487—93. PMID 10196546. doi:10.1038/2203.
- Rossignol M, Beggs AH, Pierce EA, Klagsbrun M (1999). „Human neuropilin-1 and neuropilin-2 map to 10p12 and 2q34, respectively.”. Genomics. 57 (3): 459—60. PMID 10329017. doi:10.1006/geno.1999.5790.
- Makinen T; Olofsson B; Karpanen T;  . (1999). „Differential binding of vascular endothelial growth factor B splice and proteolytic isoforms to neuropilin-1.”. J. Biol. Chem. 274 (30): 21217—22. PMID 10409677. doi:10.1074/jbc.274.30.21217.
- Cai H, Reed RR (1999). „Cloning and characterization of neuropilin-1-interacting protein: a PSD-95/Dlg/ZO-1 domain-containing protein that interacts with the cytoplasmic domain of neuropilin-1.”. J. Neurosci. 19 (15): 6519—27. PMID 10414980.
- Takahashi T; Fournier A; Nakamura F;  . (1999). „Plexin-neuropilin-1 complexes form functional semaphorin-3A receptors.”. Cell. 99 (1): 59—69. PMID 10520994. doi:10.1016/S0092-8674(00)80062-8.
- Tamagnone L; Artigiani S; Chen H;  . (1999). „Plexins are a large family of receptors for transmembrane, secreted, and GPI-anchored semaphorins in vertebrates.”. Cell. 99 (1): 71—80. PMID 10520995. doi:10.1016/S0092-8674(00)80063-X.
- Gagnon ML; Bielenberg DR; Gechtman Z;  . (2000). „Identification of a natural soluble neuropilin-1 that binds vascular endothelial growth factor: In vivo expression and antitumor activity.”. Proc. Natl. Acad. Sci. U.S.A. 97 (6): 2573—8. PMC 15970 . PMID 10688880. doi:10.1073/pnas.040337597.
- Gluzman-Poltorak Z, Cohen T, Herzog Y, Neufeld G (2000). „Neuropilin-2 is a receptor for the vascular endothelial growth factor (VEGF) forms VEGF-145 and VEGF-165 [corrected].”. J. Biol. Chem. 275 (24): 18040—5. PMID 10748121. doi:10.1074/jbc.M909259199.
- Fuh G, Garcia KC, de Vos AM (2000). „The interaction of neuropilin-1 with vascular endothelial growth factor and its receptor flt-1.”. J. Biol. Chem. 275 (35): 26690—5. PMID 10842181. doi:10.1074/jbc.M003955200.
- Rossignol M, Gagnon ML, Klagsbrun M (2001). „Genomic organization of human neuropilin-1 and neuropilin-2 genes: identification and distribution of splice variants and soluble isoforms.”. Genomics. 70 (2): 211—22. PMID 11112349. doi:10.1006/geno.2000.6381.
- Simpson JC; Wellenreuther R; Poustka A;  . (2001). „Systematic subcellular localization of novel proteins identified by large-scale cDNA sequencing.”. EMBO Rep. 1 (3): 287—92. PMC 1083732 . PMID 11256614. doi:10.1093/embo-reports/kvd058.
- Whitaker GB, Limberg BJ, Rosenbaum JS (2001). „Vascular endothelial growth factor receptor-2 and neuropilin-1 form a receptor complex that is responsible for the differential signaling potency of VEGF(165) and VEGF(121).”. J. Biol. Chem. 276 (27): 25520—31. PMID 11333271. doi:10.1074/jbc.M102315200.
- Walter JW; North PE; Waner M;  . (2002). „Somatic mutation of vascular endothelial growth factor receptors in juvenile hemangioma.”. Genes Chromosomes Cancer. 33 (3): 295—303. PMID 11807987. doi:10.1002/gcc.10028.